# Corinne Krumbholz
Pour les articles homonymes, voir Krumbholz.
Corinne Krumbholz, née Corinne Zvunka le 21 janvier 1964, est une joueuse internationale de handball française qui évoluait principalement au poste de pivot. Elle fut capitaine de l'équipe de France au début des années 1990.

## Biographie
Elle est la fille de Georges Zvunka, ancien footballeur professionnel au sein du FC Metz. Elle est l'épouse d'Olivier Krumbholz, entraîneur de l'équipe de France féminine de handball. Ils se sont rencontrés en 1985 alors que tous deux jouent à un haut niveau à Metz, elle à l'ASPTT et lui au SMEC. L'année suivante, Olivier Krumbholz se voit confier l'entraînement de l'équipe féminine dans laquelle Corinne s'est imposée comme un chef de file. Elle met une première fois un terme à sa carrière en 1994, puis fait son retour pour deux nouvelles saisons de 1995 à 1997.
En 2015, elle est élue pivot la plus emblématique du Metz Handball. 
Après sa carrière de sportive, elle est notamment responsable du pôle de Metz.

## Palmarès

### En club
compétitions nationales
- championne de France en 1989, 1990, 1993, 1994, 1996 et 1997 (avec ASPTT Metz)
- vainqueur de la coupe de France en 1990 et 1994 (avec ASPTT Metz)

### En équipe nationale
Jeux méditerranéens
- Médaille d'argent aux Jeux méditerranéens de 1991
- Médaille d'argent aux Jeux méditerranéens de 1993 en Languedoc-Roussillon